# Мужская сборная Литвы по баскетболу 3×3
Мужская сборная Литвы по баскетболу 3×3 (лит. Lietuvos vyrų 3x3 krepšinio rinktinė) представляет Литву на международных соревнованиях по баскетболу 3×3. Управляющим органом является Литовская федерация баскетбола.
По состоянию на 6 сентября 2024, мужская сборная Литвы по баскетболу 3×3 занимает 3-е место в мировом рейтинге ФИБА мужских сборных по баскетболу 3×3.

## Результаты выступлений
| Турнир                             | Золото | Серебро | Бронза | Всего |
| ---------------------------------- | ------ | ------- | ------ | ----- |
| Олимпийские игры                   | 0      | 0       | 1      | 1     |
| Чемпионат мира по баскетболу 3×3   | 0      | 1       | 0      | 1     |
| Чемпионат Европы по баскетболу 3x3 | 0      | 2       | 3      | 3     |
| Европейские игры                   | —      | —       | —      | —     |
| Итого                              | 0      | 3       | 4      | 7     |

### Летние Олимпийские игры
| Год        | Место          | Игры           | Победы         | Поражения      | Состав команды                                                         |
| ---------- | -------------- | -------------- | -------------- | -------------- | ---------------------------------------------------------------------- |
| 2020       | не участвовали | не участвовали | не участвовали | не участвовали | не участвовали                                                         |
| Париж 2024 | 3              | 10             | 6              | 4              | Эвалдас Джяугис, Гинтаутас Матулис, Аурелиюс Пукелис, Шарунас Вингелис |

### Чемпионат мира по баскетболу 3x3
| Год            | Место          | Игры           | Победы         | Поражения      | Состав команды                                                         |
| -------------- | -------------- | -------------- | -------------- | -------------- | ---------------------------------------------------------------------- |
| 2012           | не участвовали | не участвовали | не участвовали | не участвовали | не участвовали                                                         |
| Москва 2014    | 4              | 9              | 6              | 3              |                                                                        |
| 2016—2018      | не участвовали | не участвовали | не участвовали | не участвовали | не участвовали                                                         |
| Амстердам 2019 | 9              | 4              | 2              | 2              | Marijus Uzupis, Шарунас Вингелис, Paulius Beliavičius, Эвалдас Джяугис |
| Антверпен 2022 | 2              | 7              | 6              | 1              | Гинтаутас Матулис, Darius Tarvydas, Marijus Užupis, Ignas Vaitkus      |
| Вена 2023      | 10             | 5              | 2              | 3              | Эвалдас Джяугис, Гинтаутас Матулис, Darius Tarvydas, Ignas Vaitkus     |

### Чемпионат Европы по баскетболу 3x3
| Год            | Место          | Игры           | Победы         | Поражения      | Состав команды                                                              |
| -------------- | -------------- | -------------- | -------------- | -------------- | --------------------------------------------------------------------------- |
| Бухарест 2014  | 3              | 6              | 5              | 1              | Vitalij Lukša, Giedrius Marčiukaitis, Darius Tarvydas, Ovidijus Varanauskas |
| 2016—2018      | не участвовали | не участвовали | не участвовали | не участвовали | не участвовали                                                              |
| Дебрецен 2019  | 3              | 5              | 4              | 1              | Paulius Beliavicius, Аурелиюс Пукелис, Marijus Uzupis, Шарунас Вингелис     |
| Париж 2021     | 2              | 5              | 4              | 1              | Аурелиюс Пукелис, Ignas Razutis, Darius Tarvydas, Шарунас Вингелис          |
| Грац 2022      | 4              | 5              | 3              | 2              | Эвалдас Джяугис, Ignas Razutis, Darius Tarvydas, Marijus Uzupis             |
| Иерусалим 2023 | 2              | 5              | 4              | 1              | Эвалдас Джяугис, Аурелиюс Пукелис, Marijus Užupis, Шарунас Вингелис         |
| Вена 2024      | 3              | 5              | 3              | 2              | Titas Januševičius, Аурелиюс Пукелис, Marijus Uzupis, Gabrielius Čelka      |

### Европейские игры
| Год         | Место | Игры | Победы | Поражения | Состав команды                                                              |
| ----------- | ----- | ---- | ------ | --------- | --------------------------------------------------------------------------- |
| Баку 2015   | 5     | 5    | 3      | 2         | Vitalij Lukša, Giedrius Marčiukaitis, Darius Tarvydas, Ovidijus Varanauskas |
| Минск 2019  | 5     | 4    | 2      | 2         | Mintautas Bulanovas, Medas Kuprijanovas, Аурелиюс Пукелис, Paulius Semaška  |
| Краков 2023 | 5     | 4    | 2      | 2         | Deividas Rasys, Ignas Razutis, Ignas Vaitkus, Vytautas Šulskis              |